# Alex Mayenfisch
Alex Mayenfisch, né à Lausanne en 1954, est un réalisateur de films documentaires suisse.

## Biographie
Après avoir travaillé dans le domaine des arts graphiques et de l'édition, il participe à la fondation du collectif de réalisateurs et producteurs indépendants Climage en 1985.

## Documentaires
- 1992 : La conquête du temps libre
- 1993 : Photo de classe (film collectif)
- 1995 : La moitié de la gloire
- 1995 : Lorsque mon heure viendra (film collectif)
- 1996 : L'argent du diable (film collectif "Les frissons du hasard")
- 1999 : Chronique d'une bonne intention
- 2003 : Statut: saisonnier
- 2003 : Pour vivre ensemble
- 2005 : Pya Hug
- 2005 : L'usine
- 2007 : Chemin faisant 1942-1972
- 2008 : Un délai de 30 ans
- 2013 : 7000 bornes, une frontière
- 2015 : Un besoin pressant
- 2018 : Mai 68 avant l'heure

## Édition
- 2009 : Édition du coffret DVD "Accolti a braccia chiuse" regroupant les films du cinéaste-ouvrier italien immigré en Suisse Alvaro Bizzarri.

## Ouvrages
- Trois secrets, trois guerres, un papa, Cahiers dessinés, 2022, 128 pages[1],[2].

## Sources
- http://www.climage.ch
- « Alex Mayenfisch », sur la base de données des personnalités vaudoises sur la plateforme « Patrinum » de la Bibliothèque cantonale et universitaire de Lausanne.
- 24 Heures, 2003/06/24, p. 14 - 2005/04/21, p. 15 avec photographie des 6 membres de Climage
- Antoine Duplan. "Pas sages comme images". L'Hebdo, 14 avril, p. 80-83